# Zonopimpla tricolor
Zonopimpla tricolor là một loài tò vò trong họ Ichneumonidae.